# 엔도 게이스케
엔도 게이스케(일본어: 遠藤 敬佑, 1989년 3월 20일 ~ )는 일본의 축구 선수이다.

## 구단 경력
그는 2007년부터 2019년까지 J리그의 미토 홀리호크, 더스파 구사쓰, FC 마치다 젤비아, 후지에다 MYFC, 카탈레 도야마에서 활동하였다.